# Michael Töteberg
Michael Töteberg, né en 1951 à Hambourg (Allemagne), est un journaliste de cinéma  allemand qui a dirigé l'agence Rowohlt pour les droits des médias jusqu'en 2017.

## Biographie
Michael  Töteberg est rédacteur en chef à Francfort-sur-le-Main jusqu'en 1987, puis est journaliste indépendant à Hambourg ; de 1994 à 2017, il dirige l'agence pour les droits des médias de Rowohlt Verlag. Kristina Krombholz lui succède en 2018, mais il continue de travailler à titre consultatif et supervise les projets. 
Il écrit des critiques de films, est le rédacteur des écrits de Rainer Werner Fassbinder et Tom Tykwer ainsi que du lexique de films de Metzler. Il participe également à la publication de la revue littéraire text + kritik. Les publications sur Fritz Lang, Federico Fellini et l'UFA sont de sa main. De 1992 à 1994, il publie, avec Uwe Naumann, des articles de Klaus Mann. En 2006, il publie une nouvelle édition des œuvres complètes de Wolfgang Borchert. Il est également l'auteur de nombreuses autres publications. 

## Publications (extrait)
- Das Ufa-Buch. Kunst und Krisen, Stars und Regisseure, Wirtschaft und Politik, de Hans-Michael Bock (Hrsg.) et Michael Töteberg (Hrsg.), en collaboration avec CineGraph, Frankfurt/Main, Zweitausendeins, 1992,  (ISBN 3-86150-065-5).
- Wolfgang Borchert, Das Gesamtwerk, Neuausgabe. Herausgegeben und mit einem Nachwort versehen von Michael Töteberg, Taschenbuchausgabe, Rowohlt, Reinbek 2009,  (ISBN 978-3-499-24980-8).
- Fassbinders Filme, Michael Töteberg (Hrsg.), mehrteilig, Verlag der Autoren, Frankfurt am Main, 1990–1991,  (ISBN 3-88661-105-1),  (ISBN 3-88661-106-X),  (ISBN 3-88661-110-8) et  (ISBN 3-88661-110-8)
- Rainer Werner Fassbinder, Michael Töteberg (Hrsg.), Filme befreien den Kopf, Essays und Arbeitsnotizen, Fischer Cinema TB, Frankfurt, 1992,  (ISBN 3-596-23672-X).
- Rainer Werner Fassbinder, Rowohlt, Reinbek bei Hamburg 2002,  (ISBN 3-499-50458-8).
- Fritz Lang, mit Selbstzeugnissen und Bilddokumenten, 4. Aufl., Rowohlt, Reinbek bei Hamburg 2000,  (ISBN 3-499-50339-5).
- Filmstadt Hamburg, von Emil Jannings bis Wim Wenders, Kino-Geschichte(n) einer Grossstadt, Michael Töteberg, VSA-Verlag Hamburg, 1990,  (ISBN 3-87975-544-2).
- Film-Klassiker, 120 Filme, Michael Töteberg (Hrsg.), Metzler Verlag, Stuttgart, Weimar, 2006,  (ISBN 978-3-476-02172-4).
- Good bye Lenin, ein Film von Wolfgang Becker, Drehbuch von Bernd Lichtenberg, Co-Autor Wolfgang Becker, Michael Töteberg (Hrsg.), Verlag Schwarzkopf und Schwarzkopf, Berlin, 2003,  (ISBN 3-89602-431-0).
- Heartfield, mit Selbstzeugnissen und Bilddokumenten, Rowohlt, Reinbek bei Hamburg 1978,  (ISBN 3-499-50257-7).
- Michael Töteberg (Hrsg.), Metzler Film Lexikon. 2., aktualisierte und erweiterte Auflage. J. B. Metzler, Stuttgart 2005,  (ISBN 3-476-02068-1). (Rezensionen von 500 internationalen Klassikern)
- Michael Töteberg (Hrsg.), Tom Tykwer. der krieger + die kaiserin. Mit Fotos von Bernd Spauke und Thomas Rabsch. Rowohlt Taschenbuch, Reinbek bei Hamburg 2000,  (ISBN 3-499-22825-4).
- Michael Töteberg, Romy Schneider. rororo Taschenbuch, Reinbek bei Hamburg 2009,  (ISBN 978-3-499-50669-7).
- Michael Töteberg (Hrsg.), Laurens Straub. Mein Kino. Belleville, München 2010,  (ISBN 978-3-936298-83-3).
- Michael Töteberg, Volker Behrens, Fatih Akın. Im Clinch. Die Geschichte meiner Filme, Rowohlt Verlag, Reinbek bei Hamburg 2011,  (ISBN 978-3-498-00669-3).